# Ferdinand Rouze

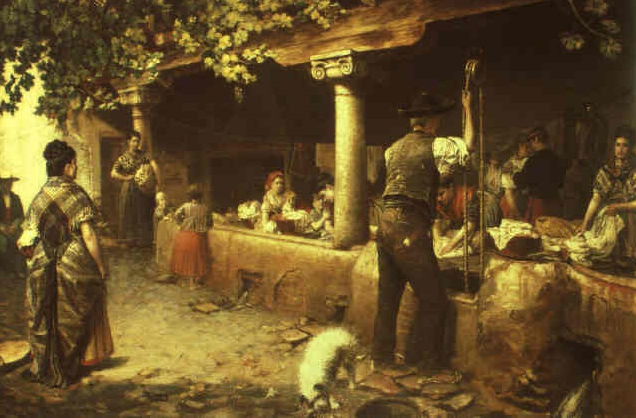
Un lavadero en Toledo. Ferdinand Rouze. 1875. Óleo sobre lienzo

Ferdinand Rouze fue un pintor francés de la segunda mitad del siglo XIX.

## Biografía
Pintor natural de París, fue discípulo de M. Cogniet y H. Vernet. En la Exposición de Bellas Artes celebrada en Madrid en 1864 presentó Un retrato, por el que obtuvo mención honorífica, distinción que también le fue concedida en la de 1866, en que expuso dos retratos y Un moro y su hijo mendigando. En la de 1871 presentó Los dos novios; en la
de 1876 Capilla del Palacio Real en el acto de los divinos oficios del Domingo de Ramos, Episodio de la guerra civil y Un lavadero en Toledo; en la de 1878 diez retratos; en
la de 1881 Recuerdo del campo de Amaniel en el momento de salir las tropas para Madrid, y tres retratos. Dedicado casi exclusivamente a la pintura al óleo sobre fotografía, Rouze terminó un considerable número de retratos, entre los cuales elogió repetidamente la prensa los de los generales duque de Tetuán y de Valencia, y los reyes Alfonso XII y doña Cristina.